# Reza Madadi
Gholam Reza Madadi (persiska: رضا مددی), född 1978 i Teheran i Iran, är en iransk före detta professionell MMA-utövare.

## Bakgrund
Madadi började med brottning som tioåring och tränade brottning tills han började med MMA när han var 26. Madadi började sin MMA-träning på Hilti BJJ i Stockholm men bytte i början av 2013 till det då nyöppnade klubben Allstars Training Center.
Smeknamnet "Mad dog" (galen hund på engelska) fick han strax innan han skulle gå sin första MMA-match. Han hade nyrakat huvud och managern tyckte att han såg ut som en galen hund.

## Karriär

### MMA

#### Tidig karriär
Han gick sin första professionella MMA-match den 23 september 2006 vid ZST: Prestige i Finland. En match han förlorade via enhälligt domslut. Sedan vann han sex av sina sju kommande matcher på ett antal olika mindre MMA-arrangörers galor. Däribland en kanske något mindre glamorös welterviktstitel hos X-Fight FC vid deras första och enda gala 2008.

#### Superior Challenge
Madadi har bland annat deltagit i Superior Challenge 1, 3, 4, 5 och 6. Vid Superior Challenge 4 var Madadis match mot Andy Walker huvudmatch. På Superior Challenge 5 besegrade Madadi före detta UFC-fightern Junie Browning i galans huvudmatch. Vid Superior Challenge 7 vann Madadi SC:s lättviktstitel.

#### UFC
Den 23 november 2011 skrev Reza Madadi ett kontrakt med UFC. Han skulle ha debuterat på UFC on FX 1 den 20 januari 2012 mot Rafaello Oliveira, men både Oliviera och sedan Madadi tvingades dra sig ur den matchen. Madadi gjorde istället sin UFC-debut i Globen i Stockholm den 14 april 2012 då han besegrade Yoislandy Izquierdo via submisson (giljotin).
Därefter tog sig Reza Madadi an Cristiano Marcello vid UFC 153 i Brasilien, en match som Madadi förlorade via ett delat domslut.
Madadi mötte amerikanen Michael Johnson på UFC:s andra gala i Sverige, UFC on Fuel TV: Mousasi vs. Latifi, som ägde rum den 6 april 2013 i Globen, Stockholm. Efter att ha blivit dominerad i den första ronden återhämtade sig Madadi och lyckades besegrade Johnson via submission i tredje ronden. Han vann även Submission of the Night bonusen.
Den 10 juni 2015 meddelade Reza Madadi att han återigen fått kontrakt med UFC.
I nästa match fick Reza Madadi den forne TUF-vinnaren Norman Parke som motståndare. Matchen ägde rum den 24 oktober 2015 i Dublin i Irland, på UFC Fight Night: Holohan vs. Smolka. Efter tre intensiva ronder förlorade Madadi matchen via enhälligt domslut. 
Reza Madadi mötte brasilianaren Yan Cabral i sin femte match i UFC vid UFC Fight Night: Overeem vs. Arlovski som ägde rum den 8 maj 2016 i Rotterdam i Holland. Madadi lyckas vinna matchen mot Cabral via TKO i den tredje ronden, och inkasserade därmed sin första vinst på tre år.
Vid UFC Fight Night: Manuwa vs. Anderson 18 mars 2017 mötte Madadi Joe Duffy och förlorade via enhälligt domslut.
Bara två månader senare går Madadi en match mot Joaquim Silva vid UFC Fight Night: Gustafsson vs. Teixeira 28 maj 2017 och förlorar även den via domslut. Denna gång delat.

#### Avslutad MMA-karriär
På dagen två år efter hans senaste match meddelar Madadi via Instagram att han officiellt lämnar den professionella MMA-karriären bakom sig.

### Comeback i grappling 2019
"Därför kommer jag tillbaka en sista gång för att få ett avslut på
det. Genom att möta en Israel visar vi hela omvärlden att två
 elit idrottsmän [sic] ska kunna tävla trots olika religioner och
 kulturer och sedan efter matchen kunna gå därifrån som vänner."
Madadi rapporterades vilja göra comeback mot en israel i Nogi-grappling vid AK Fightings andra gala AK FC 2 16 november 2019 i Solna, Stockholm. Anledningen till hans comeback var enligt uppgifter i aftonbladet hur en iranier vid judo-VM blev tillsagd av sitt förbund att lägga sig för att inte riskera att möta en israel i finalen. Madadi reagerade starkt på politikens inflytande över idrotten och ville därför markera genom att själv möta en israel.
Matchen gick fulla tio minuter och ingen atlet kunde vinna via avslut, men eftersom Madadi hade haft dominant position nästan hela matchen skulle han tilldelas seger via poäng. 
"Jag tyckte att alla var vinnare, och det fanns ingen förlorare."
 Han vägrade, avsade sig vinsten och matchen utropades istället oavgjord. Efter matchen fortsatte atleterna markera sin gemenskap bland annat genom att byta tröjor med varandra. Den gemenskap som var anledningen till att Madadi tagit matchen till att börja med.

## Stöld, åtal och dom
Den 24 maj 2013 anhölls Madadi misstänkt för grov stöld av damväskor på Birger Jarlsgatan i Stockholm. Madadi dömdes i tingsrätten till 1,5 års fängelse för stöld, och domen fastställdes i hovrätten. Han överklagade till högsta domstolen, men drog senare tillbaka sin överklagan.